# 志光镇
志光镇，是中华人民共和国江西省鹰潭市贵溪市下辖的一个乡镇级行政单位。

## 行政区划
志光镇下辖以下地区：
古城村、湖塘村、周塘村、珍田村、信江村、柏山村、理源村、湖石村、志光村、皇桥村、塔桥村和西江村。